# Sigma (duo)
Sigma (Σ) est un duo britannique de drum and bass formé de Cameron Edwards et Joe Lenzie. Le duo se rencontre à une soirée de drum and bass de l'université de Leeds.

## Discographie

### Albums studio
- 2015 : Life

### Singles
- 2010 : Lassitude (avec DJ Fresh feat. Koko)
- 2013 : Summer Calling (feat. Taylor Fowlis)
- 2013 : Rudeboy (feat. Doctor)
- 2014 : Nobody to Love
- 2014 : Changing (feat. Paloma Faith)
- 2015 : Higher (feat. Labrinth)
- 2015 : Glitterball (feat. Ella Henderson)
- 2015 : Redemption (avec Diztortion feat. Jacob Banks)
- 2015 : Coming Home (avec Rita Ora)
- 2016 : Stay
- 2016 : Nightingale
- 2016 : Cry (feat. Take That)
- 2016 : Find Me (feat. Birdy)
- 2017 : Forever (feat. Quavo et Sebastian Kole)
- 2018 : Anywhere